# 葉村哲
葉村 哲（はむら てつ）は、日本の小説家、ライトノベル作家。『この広い世界に二人ぼっち』で第4回MF文庫Jライトノベル新人賞佳作を受賞し、同作を『この広い世界にふたりぼっち』に改題してデビュー。広島県出身・在住。

## 作品
- この広い世界にふたりぼっち（2008年 - 2009年、MF文庫J、イラスト：七草）
- 天川天音の否定公式（2009年 - 2010年、MF文庫J、イラスト：ほんたにかなえ）
- おれと一乃のゲーム同好会活動日誌（2010年 - 2014年、MF文庫J、イラスト：ほんたにかなえ）
- バロックナイト（2012年 - 2014年、MF文庫J、イラスト：ほんたにかなえ）
- 鎧の姫君たち（2014年 - 2015年、MF文庫J、イラスト：羽鳥ぴよこ）
- 前略、英雄候補は強くなるためにセンセイと××します。（2016年、MF文庫J、イラスト：たかしな浅妃）
- 世界最強の人見知りと魔物が消えそうな黄昏迷宮（2017年、MF文庫J、イラスト：鳴瀬ひろふみ）
- オタギャルの相原さんは誰にでも優しい（2018年、MF文庫J、イラスト：あゆま紗由）
- 今日も俺は暗黒幼馴染に立ち向かいます。（2019年 - 、MF文庫J、イラスト：鈍色玄）